# Meranoplus magrettii
Meranoplus magrettii är en myrart som beskrevs av André 1884. Meranoplus magrettii ingår i släktet Meranoplus och familjen myror. Inga underarter finns listade i Catalogue of Life.